# Sealed with a Kiss
Sealed with a Kiss is een lied dat geschreven is door Peter Udell en Gary Geld. Het lied heeft een romantisch karakter. De liedtekst verhaalt over een verliefd persoon die zijn geliefde de hele zomer lang niet zal zien en  zal missen, maar dat zij altijd in zijn gedachten zal blijven en dat hij hoopt haar in september weer te zien.

## Ontstaan
The Four Voices waren in 1960 de eerste uitvoerenden die het lied uitbrachten op single, maar ze bereikten de hitlijsten niet met het nummer. In 1962 gaf Brian Hyland een single uit met de uitvoering van Udell en Geld die wel populair werd. Op diverse hitlijsten, zoals de Billboard Hot 100 en de UK Singles Chart kwam het op de derde plaats te staan. Bij een latere heruitgave in 1975 kwam het in het Verenigd Koninkrijk op de zevende plaats. Hyland heeft ook een Duitstalige versie opgenomen van het lied.
Uitvoeringen van anderen, zoals Gary Lewis and the Playboys in 1968 en Bobby Vinton in 1972 kwamen ook in hitlijsten. De versie van Bobby Vinton werd gebruikt bij de trailer en aftiteling van de film All the Boys Love Mandy Lane van 2007, met Amber Heard in de hoofdrol.
In 1989 kwam Jason Donovan twee weken lang aan de top van de UK Singles Chart met zijn versie die deel uitmaakte van zijn debuutalbum Ten Good Reasons. Later nam hij het lied opnieuw op voor zijn album Let It Be Me van 2008.

## Uitvoering
Onder meer de volgende artiesten hebben verder ook een uitvoering gemaakt van dit lied:
- Agnetha Fältskog (in 2004 voor haar album, My Colouring Book)
- Shelley Fabares
- The Flying Pickets
- The Glitter Band
- The Happenings
- Christine Lavin
- Albert West (1993)
- Samuel Hui (1990)
- The Lettermen (1965 voor hun album Hit Sounds of The Lettermen)
- Spanky and Our Gang
- Gábor Szabó (1969)
- The Toys (1968)
- Bobby Vee (1968 voor zijn album Just Today)
- The Shadows (1990, voor hun laatste album Reflection voordat zij in december 1990 uiteen gingen)
- Laurent Voulzy (2006), een Franse zanger die het lied in het Frans vertaalde onder de titel "Derniers Baisers (Laatste kussen)" voor zijn album La Septième Vague.
- De eerste Franstalige versie "Derniers baisers" werd in oktober 1962 uitgegeven door de Franse muziekgroep Les Chats Sauvages.
- Andreas Tsoukalas (1994) vertaalde het lied in het Grieks met als titel "Antio" voor zijn tweede LP & CD "Mia kainouria mera" door LYRA Records in Griekenland.
- Chris de Burgh (2008 voor zijn album Footsteps)

## NPO Radio 2 Top 2000
| Nummers met noteringen in de NPO Radio 2 Top 2000 | '99  | '00  | '01 | '02  | '03  | '04  | '05  | '06  | '07  | '08  | '09 | '10  |
| ------------------------------------------------- | ---- | ---- | --- | ---- | ---- | ---- | ---- | ---- | ---- | ---- | --- | ---- |
| Sealed with a Kiss (Brian Hyland)                 | 1539 | -    | -   | 1544 | 1474 | 1943 | 1768 | -    | 1897 | 1956 | -   | -    |
| Sealed With a Kiss (Bobby Vinton)                 | 1113 | 1075 | 971 | 1378 | 1340 | 1145 | 1277 | 1303 | 1393 | 1288 | -   | 1886 |

1. ↑  Een '-' betekent dat het nummer niet was genoteerd en een vetgedrukt getal geeft de hoogste notering van een nummer aan.
2. ↑  Deze tabel is bijgewerkt tot en met de laatste editie (2024).